# Anathallis sclerophylla
Anathallis sclerophylla é uma espécie de orquídea (Orchidaceae) originária do Brasil.